# (2820) Iisalmi
(2820) Iisalmi es un asteroide perteneciente al cinturón de asteroides, descubierto el 8 de septiembre de 1942 por Yrjö Väisälä desde el Observatorio de Iso-Heikkilä, en Turku, Finlandia.

## Designación y nombre
Designado provisionalmente como 1942 RU. Fue nombrado Iisalmi en homenaje a Iisalmi, ciudad de Finlandia.